# Promenoar

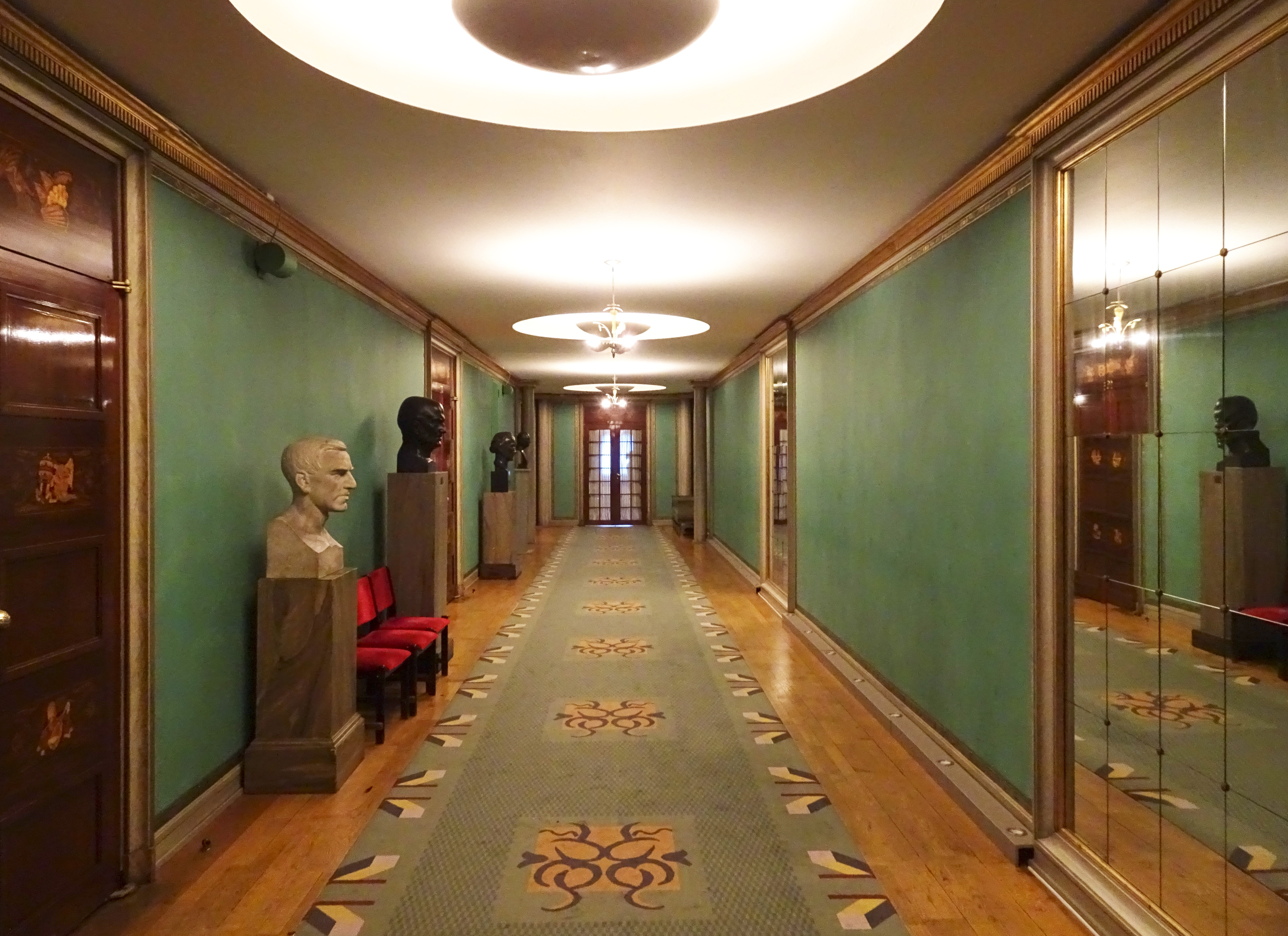
En promenoar i Stockholms konserthus.

En promenoar (av franskan promenoir) är en täckt promenadplats. Begreppet används för exempelvis en bred gång eller korridor i en teater-, opera-, eller konserthusbyggnad, avsedd för publiken att promenera omkring i under pauserna. En promenoar har vissa likheter med en foajé men har i regel inte garderob, kiosk eller biljettkassa.